# Cratère de Batagaika
Le cratère de Batagaika, en russe : Батагайский кратер, est une dépression de type thermokarst formée par thermoclastie et s'agrandissant par érosion régressive. Il est situé dans la taïga de l'est de la Sibérie, dans la république de Sakha, en Russie.
Son qualificatif de « cratère » est abusif puisque la structure ne s'est pas formée à la suite d'un impact, d'une explosion ou d'un effondrement souterrain. Il est surnommé « la porte du monde souterrain » ou « porte de l'enfer », ou « porte des enfers ».

## Caractéristiques
Soumis à une érosion intense, les dimensions du cratère s'agrandissent d'année en année, notamment au printemps et à l'été lorsque la fonte du pergélisol est maximale. Depuis les années 2010, la dépression mesure environ 1 kilomètre de longueur pour 50 à 100 mètres de profondeur. Elle est cernée à l'ouest et au sud par des falaises de pergélisol en forme de fer à cheval et s'ouvre au nord-est par un court ruisseau qui se jette dans la rivière Batagayka, affluent du Iana. Son fond est constitué de terrains ravinés formant des badlands et contrastant avec les environs au relief plus doux.
Pendant la dizaine d'années où il a été étudié par l'institut Alfred-Wegener de Potsdam, ses rebords ont reculé de 10 mètres par an en moyenne. Ses bords sont extrêmement instables : il s'y produit régulièrement des glissements de terrain, des éboulements et des chutes de blocs de terre. 
Entre 2014 et 2024, la crevasse est passée de 790 mètres à 990 mètres de large, indique Science et Vie : « en s'affaissant, le cratère de Batagay, expose des couches de pergélisol qui avaient été gelées pendant des milliers d'années. Cela représente un volume d’un million de mètres cubes par an », depuis 2014. 

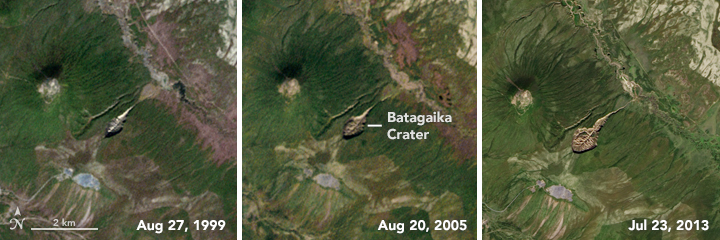
Vue satellite en 1999, 2005 et 2013 du cratère Batagaika montrant son évolution.

## Formation
Le cratère est formé par l'érosion des terrains superficiels lorsque le pergélisol a commencé à entrer en débâcle au cours des années 1960 après que la forêt environnante a été défrichée, ce qui a fait augmenter la température au sol pendant les mois d'été puisque l'ombre des arbres ne gardait plus le sol au frais. L'augmentation de la température a donné aux bactéries l'accès à de grandes quantités de matière organique végétale et animale auparavant inaccessibles. L'activité des bactéries occupées à décomposer ces matières augmente les émissions de méthane et de dioxyde de carbone, or l'émission de ces gaz augmente l'effet de serre dans la zone et contribue donc à faire encore augmenter la température, ce qui fait fondre davantage de pergélisol et crée un effet de boucle conduisant à toujours plus de réchauffement et de fonte du pergélisol dans la zone. Des inondations ont aussi contribué à l'élargissement du cratère.

## Fouilles archéologiques
Des archéologues ont découvert des fossiles remontant à l'ère glaciaire dans la boue sur les bords du cratère. En effet, la fonte du pergélisol et les glissements de terrain rendent accessibles à la surface des couches de terrain dont l'ancienneté peut remonter jusqu'à 200 000 ans, contenant les vestiges d'anciennes forêts ainsi que des matériaux utilisables en paléoclimatologie (l'étude de l'histoire du climat sur le long terme). Ces fouilles ont conduit à des publications scientifiques dans des journaux comme le Quaternary Researchs (en). 